# Nuorittajoki
Der Nuorittajoki ist ein Fluss in der finnischen Landschaft Nordösterbotten.
Er ist der größte Nebenfluss des Kiiminkijoki.
Der 105 km lange Fluss hat seinen Ursprung im See Ruottisenjärvi und fließt in westlicher Richtung bis zu seiner Mündung in den von Süden kommenden Kiiminkijoki.
Dabei entwässert er ein Gebiet von 1136 km².